# Paul Enoksson
Paul Enok Enoksson, född 8 februari 1923 i Kyrkoköpinge,, död 27 februari 2015 i Brottby, var en svensk ögonläkare och översättare. Han översatte en rad italienska klassiska författare och gjorde bland annat nyöversättningar av Boccaccios Decamerone och Machiavellis Fursten.

## Biografi
Enoksson, som var son till predikant Enok Johansson och Emma Jönsson, avlade studentexamen i Malmö 1941, blev medicine kandidat 1944 och medicine licentiat vid Lunds universitet 1950 samt medicine doktor och docent i oftalmiatrik vid Göteborgs universitet 1964 på avhandlingen An Optokinetic Test of Ocular Dominance. Han innehade olika läkarförordnanden 1947–1951, var underläkare och amanuens vid neurokirurgiska kliniken och oftalmiatriska kliniken på  Lunds lasarett 1951–1955, blev biträdande överläkare vid ögonkliniken på Lunds lasarett 1956 och på Sahlgrenska sjukhuset i Göteborg 1962. Han var verksam på Södersjukhuset i Stockholm från 1967 och på Akademiska sjukhuset i Uppsala från 1974. Under Enokssons tid i Uppsala infördes datortomografi vid vissa undersökningar och han använde sig tidigt av möjligheterna den nya tekniken medförde. Efter sin tid i Uppsala verkade han som konsult vid universitetskliniken i Umeå. Han skrev även Perimetry in Neuro-Ophthalmological Diagnosis (Acta ophthalmologica, 1965).

## Ledamotskap
- Ledamot av styrelsen för Annetorpshemmet 1959-1960[8]

## Översättningar
- Tommaso Campanella: La città del sole = Solstaten (Italica, 1974) [tvåspråkig utgåva, med två sonetter och en madrigal tolkade av Anders Österling]
- Cesare Beccaria: Dei delitti e delle pene = Om brott och straff (Italica, 1977) [tvåspråkig utgåva]
- Giacomo Oreglia: Tommaso Campanella  liv, verk & samtid (översatt tillsammans med Ingrid Weström) (Ordfront, 1984)
- Francesco Guicciardini: Ricordi = Tankar (Italica, 1984) [tvåspråkig utgåva]
- Galileo Galilei: Breven om solfläckarna (Istoria e dimonstrazioni intorno alle macchie solari) (Atlantis, 1991)
- Giordano Bruno: Askonsdagsmåltiden (La cena de Le Ceneri) (Atlantis,1994) [tvåspråkig utgåva]
- Galileo Galilei: Kopernikanska brev: om Bibelns auktoritet och vetenskapens frihet (Le lettere copernicane) (Atlantis, 1997) [tvåspråkig utgåva]
- Giambattista Vico: Självbiografi (Autobiografia) (Atlantis, 1999)
- Dino Compagni: Florentinsk krönika över händelser som inträffat under hans egen tid (Cronica delle cose occorrenti ne' tempi suoi) (Atlantis, 2003)
- Baldesar Castiglione: Boken om hovmannen (Il libro del cortegiano) (Atlantis, 2003)
- Maurizio Viroli: Niccolòs leende : historien om Machiavelli (Il sorriso di Niccolò) (Atlantis, 2004)
- Giovanni Boccaccio: Decamerone (Decamerone) (Atlantis, 2007)
- Niccolò Machiavelli: Republiken: diskurser över de tio första böckerna av Titus Livius (Discorsi sopra la prima deca di Tito Livio) (Atlantis, 2008)
- Giovanni Boccaccio: En liten skrift till Dantes lov (Trattatello in laude di Dante) (Atlantis, 2009)
- Niccolò Machiavelli: Florentinsk historia (Istorie fiorentine) (Atlantis, 2010)
- Franco Sacchetti: Hundra noveller (Ur Il trecentonovelle) (Atlantis, 2011)
- Niccolò Machiavelli: Fursten (Il principe) (Atlantis, 2012)
- Niccolò Machiavelli: Brev (urval) (Atlantis, 2013)
- Dante Alighieri: Convivio (Convivio) (Atlantis, 2013)

## Priser och utmärkelser
- 1977 - Cavaliere av Italienska republikens förtjänstorden[3]
- 1985 - Il Fiorino d'Oro, Florens kulturpris[3]
- 1993 – Letterstedtska priset för översättningen av Galileis Breven om solfläckarna
- 2007 – Kungliga priset
- 2007- Commendatore (kommendör) av Solidaritetens stjärnorden[3]